# Expedicions a Groenlàndia de Cristià IV
Les Expedicions a Groenlàndia de Cristià IV foren una sèrie d'expedicions marines realitzades entre 1605 i 1607 pel rei Cristià IV de Dinamarca a Groenlàndia i l'Àrtida per tal de localitzar els assentaments nòrdics de l'est i afirmar la sobirania danesa sobre aquests.
Les expedicions van finalitzar, en la seva majoria sense èxit, perquè els líders no tenien experiència en el difícil gel àrtic, les dures condicions meteorològiques de la zona i que els dirigents de les mateixes havien rebut instruccions de buscar els assentaments nòrdics de l'est a la costa est de Groenlàndia, al nord de Cap Farewell, una zona gairebé inaccessible per culpa del gel flotant que va a la deriva cap al sud. James Hall exercí com a primer oficial i pilot en els tres viatges, sota el lideratge de John Cunningham (1605), Godske Lindenov (1606) i Carsten Richardson (1607).
En el mateix sentit el rei Cristià IV va enviar Ove Gjedde en la primera expedició danesa a les Índies Orientals (1618) i Jens Munk en una expedició per trobar el Pas del Nord-oest (1619).